# Дроздовський Дмитро Ігорович
Дмитро́ І́горович Дроздо́вський (нар. 18 лютого 1987, Одеса) — літературний критик, літературознавець, перекладач, письменник. Кандидат філологічних наук (2013), член Національної спілки журналістів України, Національної спілки письменників України (з 2012), головний редактор (з 2012) журналу «Всесвіт», науковий співробітник Інституту літератури імені Тараса Шевченка, член Асоціації іспаністів України, Асоціації компаративістів України при Інституті літератури ім. Т. Г. Шевченка НАН України, Комітету з присудження Національної премії України імені Тараса Шевченка у 2016—2019 роках, болгарського відділення Європейської асоціації дослідників англістики.

## Життєпис
Народився в Одесі у родині науковців. Дід — український мовознавець-діалектолог, доктор філологічних наук, професор Володимир Дроздовський.
Закінчив з відзнакою Національний університет «Києво-Могилянська академія» (2008 р. — бакалавр, 2010 р. — магістр), за спеціальністю філологія (теорія, історія літератури та компаративістика).
У 2013 захистив кандидатську дисертацію на тему «Рецепція В. Шекспіра в українській еміграційній літературі 1940-1960-х рр.» (спеціальність 10.01.05 — порівняльне літературознавство).
Працював прес-секретарем Національного університету «Києво-Могилянська академія»[джерело?], вчителем української мови та літератури гімназії № 290 м. Києва[джерело?], заступником головного редактора журналу світової літератури «Всесвіт», науковим співробітником відділу світової літератури Інституту літератури ім. Т. Г. Шевченка НАН України[джерело?].
Був членом Комітету з Національної премії України імені Тараса Шевченка (в 2016—2019 рр.).
31 січня 2019 року Міністр освіти і науки України Лілія Гриневич підписала наказ № 88 «Про фінальний етап IX Міжнародного мовно-літературного конкурсу учнівської та студентської молоді імені Тараса Шевченка», призначивши Д. Дроздовського головою журі конкурсу.
У серпні 2019 став членом болгарського відділення Європейської асоціації дослідників англістики.

## Науковий доробок
Дмитро Дроздовський — спеціаліст у галузі літературної компаративістики та шекспірознавчих студій, відомий низкою випадків крадіжки чужих текстів. Учасник XX Міжнародного конгресу з компаративістики в Парижі (2013), XIX Міжнародного конгресу з компаративістики в Сеулі (2010), IX Міжнародного шекспірознавчого конгресу в Празі (2011). Учасник численних літературознавчих конференцій у Греції, Перу, США, Великій Британії, Чехії, Іспанії, Польщі, Султанаті Оман, Азербайджані тощо. Має публікації в міжнародних реферованих наукових журналах (peer-reviewed), зокрема, у США, Перу, Китаї, Великій Британії. Учасник ІІ Міжнародного гуманітарного форуму в Баку (4-5 жовтня 2012 р.).[джерело?]
Член журі Всеукраїнського конкурсу «Книжка року» (до 2018 року). Член журі фінального етапу Малої академії наук України в секції світової літератури та іспанської філології. Координатор секції іспанської філології Малої академії наук України (2012 р.). Неодноразово був членом журі IV етапу Всеукраїнської учнівської олімпіади з української мови та літератури. Голова журі фінального етапу Всеукраїнського мовно-літературного конкурсу імені Тараса Шевченка.
Досліджує українське шістдесятництво, праця «Код майбутнього», науковий консультант: проф. Оксана Пахльовська).[джерело?] Як і в пізнішій монографії, запланованої до захисту як докторська дисертація, у книжці «Код майбутнього» міститься плагіат. Інтернет-ресурс «Літакцент» повідомляє: «джерелами нецитованих запозичень виступають здебільшого російські статті, реферати та „шпаргалки з філософії“ у вільному доступі з мережі Інтернет». Майже дослівним плагіатом праці Богдана Тихолоза «Поети-шістдесятники» (2001) є також стаття Д. Дроздовського «Українське шістдесятництво: розставляючи крапки…»
У 2021 р. став одним із трьох представників України на міжнародному конгресі ESSE[що це?]. Д. Дроздовський представив доповідь за темою «Fredric Jameson's Postmodern Theory as the Introduction to the Theory of Post-Postmodernism».
У 2023 р. наукове дослідження Д. Дроздовського «Post-Realism and Autobiografiction in Borys Fynkelshteyn's  It Came to Pass…»., опубліковане в 2022 р. в американському журналі «The  International Journal of Literary Humanities», здобуло відзнаку «International Award for Excellence» у США.
Навесні 2023 р. в міжнародному науковому журналі «The Amazonia Investiga», була опублікована розвідка «Discourse of resistance in contemporary Ukrainian fiction: satire and anti-colonial motives in Maria Miniailo's 'Stolen Spring'», що привертає увагу світової наукової спільноти до репрезентації війни в Україні в річищі сучасного літературного процесу.

## Літературна творчість та публіцистика
Переклав драматичні твори Ф. Гарсіа Лорки з книжки «4 Piezas breves», твори І. Тюріна, Д. Веддінгтон-Фезера, Ж. Пейслі, В. Річ, багатьох сучасних британських поетів.
2011 р. на сторінках українського часопису «Кур'єр Кривбасу» (№ 254/255 січень-лютий, № 256/257 березень-квітень) було опубліковано перший роман Д. Дроздовського «Хамелеон».
У вересні 2011 року в Університетському видавництві «Пульсари» (Київ) вийшла книга «Меридіан розуміння» як результат багаторічних мандрів автора різними країнами — від Латинської Америки до Султанату Оман, від Великої Британії до Сполучених Штатів Америки. Як зазначає у рецензії на книжку Богдан Пастух, «основна проблема автора полягає навіть не у смислових провалах, нечутті слова і запобігливому ставленні до культурної еліти, а в тому, що матеріали, вміщені у книжці „Мерідіан розуміння“ й написані з 2008 по 2011рік, практично позбавлені еволюції. Дмитро Дроздовський, як видно з книжки, поїздив чимало, дивився, але от біда ‒ не побачив.» Видання складається з двох розділів: «Україна» та «Світ». У першому розділі автор показує цинічність нинішнього політичного часу, абсурдність інформаційного простору в Україні й поза нею. В другому — кожний закордонний візит змушує автора на тлі іноземного досвіду говорити про Україну, шукаючи можливі форми соціокультурного перегуку між нею та простором Іншого.
26 січня 2019 р. на Малій сцені Національного драматичного театру імені Івана Франка відбулась презентація книжки «Чайка на ім'я Любов», яку написав Дмитро Дроздовський про Ларису Кадирову, народну артистку України. Д. Дроздовський аналізує особливості психологізму героїнь Лариси Кадирової, вказує на інтелектуалізм, притаманний кожній її виставі. Для літературознавця театр Л. Кадирової — приклад органічного продовження традицій українського театру від часів Марії Заньковецької та Леся Курбаса. На думку автора, Лариса Кадирова майстерно відтворює образи світової драматургії, перевтілюється у видатних жінок (як Сара Бернар чи Марія Заньковецька), поєднуючи європейський інтелектуалізм з українським колоритом. Її вистави випромінюють любов і утверджують християнські цінності прощення, перемоги Добра над Злом, а також розкривають питомі риси українського національного характеру, зокрема здатність сміятися з себе у найтяжчих ситуаціях екзистенційного вибору, не впадаючи у відчай. На обкладинці книжки наведено слова Міністра культури України про це видання, а також слова інших відомих письменників, політиків, науковців (М. Матіос, Я. Гарасим тощо).

## Громадська діяльність
У 2022 р. під час війни з росією організував низку міжнародних заходів для підтримки України, зокрема за участю Нобелівського лауреата Марйо Варгаса Льйоси, українського письменника Сергія Жадана та Голосу Майдану Євгена Нищука. Під час російсько-української війни росіяни визнали головного редактора журналу «Всесвіт» Дмитра Дроздовського «ворогом» РФ за його позицію, пов'язану з бойкотуванням співпраці з Росією, зокрема в культурі та науці[відсутнє в джерелі]. Водночас позицію Д. Дроздовського підтримали в Україні (зокрема, Є. Нищук), а також за кордоном.

## Звинувачення у плагіаті й критика
18 вересня 2018 року Тетяна Рязанцева заявила про плагіат у книжці Дроздовського «Множинність реальності в англійському постпостмодерністському романі», яку було надруковано і заплановано до захисту як докторську дисертацію в Інституті літератури. 26 вересня Тамара Гундорова опублікувала висновок групи літературознавців у складі Тетяни Рязанцевої, Павла Михеда, Олеся Федорука, Михайла Назаренка й Дмитра Єсипенка. Згідно з їхнім аналізом, у книжці Дроздовського було повністю списано десять підрозділів, і частково — ще чотири підрозділи, вступ і висновки. Дроздовський перекладав із російської, англійської та іспанської мов наукові публікації та копіював їх до свого тексту, не зазначаючи авторства і не посилаючись на них. 9 жовтня була створена комісія Інституту літератури ім. Т. Шевченка НАН України для вивчення тексту дисертації та монографії. 13 листопада комісія оголосила свій висновок: монографія Дроздовського містить 64 % плагіату. 15 листопада Вчена рада Інституту літератури анулювала рекомендацію до друку монографії.
Низка авторитетних науковців антиплагіатної ініціативи «Дисергейт» визнали надані комісією порівняльні таблиці вичерпними і застерегли від неефективного використання комп'ютерних програм для виявлення плагіату у перекладах з оригінальних текстів.
Як відзначив у коментарі виданню LB.ua заступник Міністра освіти і науки України Юрій Рашкевич, МОН «не надсилає дисертаційні роботи чи монографії на експертизу» і відповідно не здійснювало перевірку монографії Д. Дроздовського. У результатах другої анонімної перевірки зафіксовано 754 джерела плагіату, які були виявлені в перевірці роботи на системі UNICHECK, проте у висновках після перевірки наведено поняття «оригінальність» і «схожість». Комісія прирівняла всі випадки «схожості» до плагіату, свідченням чого є розпорядження, підписане директором Інституту літератури ім. Т. Г. Шевченка від 23.11.2018 р.
У відповідь Дмитро Дроздовський наголосив на тому, що ця ситуація є спробою «знищити колегу» та заявив, що некоректне цитування у його роботі з'явилося через помилку колег, які допомагали йому готувати монографію.
Крім того, науковець публічно перепросив за помилки: «Визнаю, що докторська монографія наразі містить проблемні місця, які потребують доопрацювання. І визнаю, що не приділив належної скрупульозності у її підготовці. У силу різних причин, а насамперед через громадську діяльність у режимі „round a clock“ підготовка верстки монографії, що передує захисту дисертації, готувалася в той час, коли я був за межами України й не мав змоги повноцінно контролювати процес. Тому в сигнальних примірниках виринули помилково надіслані версії матеріалів, подеколи переклади статей, десь не були позначені належним чином посилання, мали місце технічні недогляди у бібліографії, а також, як було виявлено згодом, я посилався на матеріали, які самі були плагіатом. Щиро перепрошую в опонентів і дякую прихильникам за конструктивну критику. Доопрацюю текст згідно з чинними вимогами законодавства України до докторських дисертацій. Передав текст на дослідження співвідношення авторського тексту й запозичень. Докладу зусиль, аби історія про захист докторської стала успішною історією про виправлення помилок, а не лише про публічні цькування».
Дмитро Дроздовський ініціював створення наукового блогу, на якому виклав громадськості основні ідеї своєї роботи: https://dd-postpost.blogspot.com
Оголошений лауреатом анти-премії «Плагіатор року» (2018). Також відбулася публічна дискусія на цю тему в книгарні «Є» 27 грудня 2018 року. На зафіксованому відео можна бачити, як Народний артист України Олексій Кужельний у своєму виступі порівняв атмосферу зібрання у книгарні «Є» з судилищем 1937 року, а професор, доктор філологічних наук Петро Іванишин [Архівовано 9 лютого 2022 у Wayback Machine.] піддав критиці звинувачення з боку професора Гундорової та заявив про подібні «кампанії цькування», до яких раніше вдавалася Тамара Гундорова.
У коментарі журналу «Тиждень» одна із засновниць і координаторок ініціативи «Дисергейт», кандидатка економічних наук Світлана Благодєтєлєва-Вовк назвала закиди Т. Гундоровій та її колегам «маніпуляційними технологіями підривань авторитету людини, що є викривачем».
На захист Дмитра Дроздовського виступив письменник Василь Кузан, який пояснив проблеми з монографією дослідника його «титанічною працею» у різних галузях та закликав Тамару Гундорову продовжувати викриття інших недоброчесних науковців у гуманітарній царині..
Кінокритик, член Комітету з Національної премії України імені Тараса Шевченка Сергій Тримбач подякував колегам, що узялися боротися з плагіатом і відзначив зухвалість поведінки Д. Дроздовського.
Д. Дроздовський опублікував перероблену версію монографії (2-е видання, доопрацьоване; підписано до друку 12.11.2018), зробивши її публічно доступною для широких кіл науковців. У переробленій версії зазначено: «…хочу перепросити в усіх науковців за проблеми, пов'язані з некоректним цитуванням у попередній версії. Вдячний професорам Т. Гундоровій, Т. Рязанцевій, Е. Шестаковій та іншим науковцям, які звернули увагу на помилки й допомогли доопрацювати монографію, що, сподіваюся, містить наукову інноваційність для дослідників зарубіжної літератури, а також науковців, які працюють у царині теорії літератури й компаративістики» (с. 330).
Після виявлення фактів плагіату у монографії громадськість довідалася також про інші факти недоброчесності Д. Дроздовського: нецитовані запозичення з російськомовних видань та рефератів у його книжці «Код майбутнього» (2006), а також плагіат у статтях, вміщених у наукових періодичних виданнях. Ілюстраторка Х. Лукащук заявила про його шахраювання під час підготовки франкомовного видання книжки Ганни Герман: «пан Дмитро Дроздовський продав їй [Г. Герман] мої ілюстрації без мого відома і згоди яко ілюстрації дорогої бельгійської художниці яка вирішила залишитись інкогніто». Д. Дроздовський брав участь в обговоренні цього видання у Брюсселі, під час якого порівняв прозу Г. Герман з творчістю Маркеса та Фолкнера. Сам Д. Дроздовський заперечив подібне порівняння, назвавши Г. Герман «злом у політиці».

## Відзнаки
- Лауреат Міжнародної премії імені Олеся Гончара (2005).
- Лауреат премії імені Олександра Білецького (2010).
- Лауреат Міжнародної літературної премії імені Івана Кошелівця (2012).
- Лауреат журналу «Кур'єр Кривбасу» за 2011 рік (за публікацію роману «Хамелеон»).
- Лауреат премії газети «Літературна Україна» за 2011 рік.
- Кавалер Золотої медалі Міністерства культури Республіки Вірменії (2012).
- Лауреат премії імені Володимира Сосюри (2014).
- нагороджений Почесною грамотою Міністерства культури України (2015).
- нагороджений Почесною грамотою Кабінету Міністрів України (2015).
- нагороджений державною відзнакою — званням «Заслужений працівник культури України» (2016).
- Премія імені Максима Рильського[49]

Навколо отримання у 2023 році премії імені Миксима Рильського розгорівся черговий скандал. Один з членів журі конкурсу, Максим Стріха публічно оголосив про незгоду з присудженням премії Дмитру Дроздовському та британцю Ендрю Шеппарду за переклад збірки дитячих віршів «Ірпінь — мій дім», який вийшов у видавництві «Самміт-Книга». Основні претензії розгорнулися довкола другого та третього критеріїв присудження премії: «Професійна якість перекладу» та «Значення перекладу для того, щоб Україна стала ближчою і зрозумілішою для носіїв мови, на яку цей переклад здійснено». На думку Максима Стріхи, про якісь перекладу говорити складно, бо він доволі невеликий і простий. Натомість про наближення оригнілану до англомовних реципієнтів не може йтися, позаяк видання не презентували на міжнародних майданчиках, а презентація відбулася виключно в Україні.
Перекладач Сергій Борщевський вважає, що переклад збірки дитячих віршів «Ірпінь — мій дім» Дмитра Дроздовського й Ендрю Шеппарда не могли нагородити премією імені Максима Рильського, оскільки дата виходу книжки не відповідає умовам номінування.
Рокзритикувала переклад, натякаючи на можливість застосування машинного перекладу дочка Максима Стріхи, перекладачка Ярослава Стріха.
Зрештою, ціла когорта українських перекладачів, письменників, поетів, публіцистів та журналістів написали відкритого листа, в якому вимагали скасувати присудження премії Д.Дроздовському та Е. Шеппарду.
Ендрю Шеппард виступив із заявою, де не погодився з думкою перекладацької спільноти України та критики на свою адресу.
Дмитро Дроздовський опублікував аналіз перекладу, де так само намагався спростувати критику.
Зрештою Держкомтелерадіо не знайшов причин скасувати рішення про премію Рильського.

## Основні праці

### Книги
- Космічна мова людської душі. — Одеса: Фенікс, 2004. — 112 с.
- Енергетика мовомислення. Тріумвірат мови, мислення та людини. Енеолінгвістичний дискурс — Одеса: Фенікс, 2005. — 228 с.
- Код майбутнього. Криза людини в європейській філософії: від екзистенціалізму до українського шістдесятництва. — Київ: Вид. дім «Всесвіт», 2006. — 192 с.
- Меридіан розуміння. — Київ: Університетське видавництво «Пульсари», 2011. — 220 с.
- Між «демонічним» та «історіософським»: Вільям Шекспір у рецептивних проекціях від МУРу до після-постмодерну. — Київ: Інститут обдарованої дитини, 2014. — 108 с.
- Множинність реальності в англійському постпостмодерністському романі (філософська проблематика, жанри, наративні стратегії): Монографія. — Київ: Університетське видавництво «Пульсари», 2018. — 472 с.
- Лариса Кадирова. «Чайка на ім'я „Любов“». — Київ: Самміт-книга, 2018. — 220 с.

### Переклади
- Федеріко Ґарсія Лорка. Чотири короткі п'єси ; з ісп. пер. Д.Дроздовський. — К. : Пульсари, 2017.

### Наукові статті
- Drozdovskyi D., Chernyshova S. Psychic Principles of Constructing Reality in Post-Postmodernistic Novels // Modern Journal of Language Teaching Methods. — 2019, May. — P. 143—154 (1 друк. арк.). — Режим доступу: http://mail.mjltm.org/article-1-348-en.html;
- «Воскресіння» суб’єкта в англійському постпостмодерністському романі: особливості (пост)реалістичної репрезентації соціальних проблем // Актуальні питання іноземної філології : наук. журн. / [редкол. : І. П Біскуп (гол. ред.) та ін.]. — Луцьк : Східноєвропейський національний університет імені Лесі Українки, 2019. — №10. — С. 62-70;
- Містеріальний шлях Короля Ліра в неофабулістській репрезентації Роналда Гарвуда: обриси англійського (пост)постмодернізму // Записки з романо-германської філології [Одеський національний університет імені І. І. Мечникова]. — Випуск 1(42). — Одеса: КП ОМД, 2019. — С. 153—160;
- Дискурс суб'єктності в англійському постпостмодерністському романі // Науковий вісник Міжнародного гуманітарного університету. Серія: Філологія. — 2019. — Випуск 38. — С. 194—198;
- «Борис Шалагінов. Із роздумів про літературу та сучасність». До 75-річого ювілею літературознавця Бориса Борисовича Шалагінова  // Всесвіт. — 2019. — № 3-4. — С. 156—162;
- Репрезентація  наративної ідентичності в постпостмодерністських романах «Дивний випадок із собакою вночі» М. Геддона та «Угамуйте мене» М.Дж. Гайленд // Національна ідентичність в мові і культурі: збірник наукових праць / за заг. ред.. А. Г. Гудманяна, О. Г. Шостак. — К.: Талком, 2019. — С. 159—164;
- Дроздовський Д. Кларісе Ліспектор: алхімічне самовираження у любові; післямова // Ліспектор К. Записки для молоді: про написане і пережите; з португ. Н. Пнюшкова. — К. : Видавництво Анетти Антоненко, 2019. — С. 86-95 (0,9 друк. арк.);
- «Фаворитка»: історія сексуальності й воля до влади у постпостмодерній версії старої доброї Англії. Ревізія англійського життя початку XVIII століття (Moviegram, 27.05.2019). — Режим доступу: https://moviegram.com.ua/the-favourite-analyse/
- Аутичне мислення протагоніста роману «Дивний випадок із собакою вночі» М. Геддона як вияв постпостмодерністського гуманізму: досвід неокантіанства // Наукові записки Тернопільського національного педагогічного університету імені Володимира Гнатюка. Серія: Літературознавство ; за ред. д. ф. н. М. П. Ткачука — Тернопіль: ТНПУ, 2018. — Вип. 49. — С. 186—203;
- Інтелект на зламі епох (пам'яті Соломії Павличко) // Українська літературна газета. — 2018. — 28 груд. (№ 26). — С. 3 ;
- Аутичне мислення й екзистенціалістські виміри постпостмодернізму // Питання літературознавства. — 2018. — № 98. — С. 301—316 ;
- Дискусійність метамодернізму в аспекті теорії постпостмодернізму // Наукові записки Харківського національного педагогічного університету імені Г. С. Сковороди. Літературознавство. — Харків, 2018. — Вип. 3-4 (89-90). — С. 58-71;
- Аутичне мислення як вияв постпостмодерністського світогляду (на матеріалі роману «Дивний випадок із собакою вночі» Марка Геддона) // Гуманітарна освіта в технічних вищих навчальних закладах. — 2018. — № 38. — С. 59-66 (0,8 др. арк.);
- Drozdovskyi D. Disordered identity in M. Lewycka's novel A Short History of Tractors in Ukrainian: imagological explications and metamodern outlines // Trauma kulturowa jako palimpsest. VI/2017; redaktor naczelna prof. dr. hab. Agnieszka Matusiak. — Wrocław: Wydawnictwo Uniwersytetu Wrocławskiego, 2017. — s. 293—308;
- День завдовжки в життя: між болем і дивом [післямова] // Parasol: соціальний арт-проект. — Львів: Видавництво Старого Лева, 2017.  –  C. 159—174 (0,8 др. арк.);
- Реалізація фокалізаційних прийомів у романі «Спокута» І. Мак'юена: дискурс англійського пост-постмодернізму // Літературознавчі студії. Випуск 41. — К. : ВПК «Київський університет», 2017. — С. 105—110 (0,5 др. арк.);
- Пам'ять культур: досвід посттоталітарного розриву // Слово і час. –  2017. –  № 9. — С.118-123.

### Вибрані статті
- Postmodern Literature: Ruined Aesthetics or New Frontiers? // Journal of Literature and Art Studies. — Vol. 1. Number 2. — August 2011. — Р. 132—143.
- The Life after the End: Dialogues with the Classics // The International Journal of the Humanities. — Vol.8, Number 12. — 2011. — P. 111—120.
- Рівні художнього образу: на прикладі державця в історичних хроніках В. Шекспіра // Світова література на перехресті культур і цивілізацій: [Збірник наукових праць. Вип. 1]; [ред. В. П. Казаріна]. — Сімферополь: Кримський Архів, 2008. — С. 226—234.
- Сонети Емми Андієвської як вияв катахретичної свідомості // Слово і Час. — № 10. — К. : Інститут літератури ім. Т. Шевченка НАНУ, 2009. — С. 26-38.
- Діалог із Шекспіром: визначення домінанти художнього мислення В. Шекспіра в компаративному аспекті // Літературознавчі обрії. Праці молодих учених. — Випуск 16. — К. : Інститут літератури ім. Т. Шевченка НАНУ, 2010. — С. 202—208.
- Між Шевченком і Шекспіром: світоглядно-естетична платформа мистецького українського руху // Українська мова й література в середніх школах, гімназіях, ліцеях та колегіумах: науково-методичний та літературно-мистецький журнал. — 2010. — N 11/12. — С. 90-98.
- Поетика й філософія шекспірівського тексту в художній концепції Ігоря Костецького: компаративістський аспект // Studia methodologica. — Випуск 30. — Тернопіль: Редакційно-видавничий відділ ТНПУ ім. В. Гнатюка, 2010. — С. 127—134.
- Рецепція В. Шекспіра в художньому полі МУРу: філософія, політика, естетика // Новітня філологія. — Вип. 37. — Миколаїв: ЧДУ ім. Петра Могили, 2010. — С. 228—245 (1 д.а.).
- Романтична рецепція Шекспіра (на прикладі творчості Ґете, Шеллінга і Новаліса) // Держава та регіони. Серія: Гуманітарні науки. — 2010. — № 3. — С. 4-13.
- Шекспірівські шукання в українській еміграційній літературі: імпровізація, співтворчість, абсурдність // Питання літературознавства. — Чернівці. — 2011. — С. 222—230.
- Раритети Тараса Шевченка: повернення у XXI столітті // Слово і час. — 2012. — № 2. — С. 112—114. Рецензія на монографію: Повернені шевченківські раритети / авт. проекту С. Гальченко; упоряд., наук. опис колекцій, приміт. С. Гальченка, Н. Лисенко. — Дніпродзержинськ: Вид. дім «Андрій», 2010. — 288 с.
- Мозаїчність історії літератури — Слово і час. — № 4, 2012. — С. 107—111. Рецензія на монографію: Дончик В. Г. Доля української літератури — доля України: Монологи й полілоги / В. Г. Дончик. — К. : Грамота, 2011. — 640 с.
- Література як простір пам'яті — Слово і час. — № 6, 2012. Рецензія на монографію: Овчаренко Н. Ф. Парадигма пам'яті: канадський дискурс: (творчий портрет Тімоті Ірвінга Фредеріка Фіндлі): монографія. — К. : Ін Юре, 2011. — 259 с.
- У зоні етичної небезпеки // Дніпро. — № 5. — С. 124—125
- До проекту історії української літератури новітнього періоду // Українська мова та література в сучасній школі. — № 1. — 2012. — С. 68-78.
- Англомовний Павло Тичина: досвід відчуження // Літакцент. — 23 березня 2012 р. Режим доступу: http://litakcent.com/2012/03/23/anhlomovnyj-tychyna-dosvid-vidchuzhennja/ [Архівовано 6 травня 2012 у Wayback Machine.]
- Світова література в середній школі: ахіллесова п'ята чи дамоклів меч? / Д. Дроздовський // Слово Просвіти. — 2012. — № 19 (10-16 травня). — С. 10-11.
- Поетика сигнатур і символіка алхемічного експерименту у творчості Марґеріт Юрсенар // Кур'єр Кривбасу. — № 271-272-273. — 2012. — С. 72–78.
- Аутичне мислення й екзистенціалістські виміри постпостмодернізму // Питання літературознавства. — 2018. — № 98. — С. 301—316.
- Аутичне мислення як вияв постпостмодерністського світогляду (на матеріалі роману «Дивний випадок із собакою вночі» Марка Геддона) // Гуманітарна освіта в технічних вищих навчальних закладах. — 2018. — № 38. — С. 59-66.
- Disordered identity in M. Lewycka's novel A Short History of Tractors in Ukrainian: imagological explications and metamodern outlines // Trauma kulturowa jako palimpsest. VI/2017; redaktor naczelna prof. dr. hab. Agnieszka Matusiak. — Wrocław: Wydawnictwo Uniwersytetu Wrocławskiego, 2017. — s. 293—308.
- Реалізація фокалізаційних прийомів у романі «Спокута» І. Мак'юена: дискурс англійського пост-постмодернізму // Літературознавчі студії. Випуск 41. — К. : ВПК «Київський університет», 2017. — С. 105—110.
- Репрезентація травматизованої ідентичності у романі «A Short History of Tractors in Ukrainian» М. Левицької: імагологічні експлікації у дискурсі після-постмодерну // Теорія літератури: концепції, інтерпретації: наук. зб. / Київ. нац. ун-т. ім. Т. Шевченка, Ін-т філології / ред. кол. Л. В. Грицик (голова) [та ін.]. — К., 2015. — С. 75-85.
- Стратегії фрагментації наративу в романі «Хмарний атлас» Д. Мітчелла: дискурс після-постмодерну // Теорія літератури: концепції, інтерпретації: наук. зб. / Київ. нац. ун-т. ім. Т. Шевченка, Ін-т філології / ред. кол. Л. В. Грицик (голова) [та ін.]. — К., 2015. — С. 113—122.
- Опозиція метафізичного й авангардного мистецтва в повісті «Вежа з чорного дерева» Дж. Фаулза // Питання літературознавства. Випуск 88. — Чернівці: ЧНУ ім. Ю. Федьковича, 2014. — С. 106—116.
- Сучасний британський роман після «9/XI»: модель Іена Мак'юена // Слово і час: наук.-теорет. Журнал, Ін-т літ. ім. Т. Г. Шевченка. — Київ: Фенікс, 1957—2013. — № 4. — С.72-78.